# Клішин Георгій Тимофійович
Георгій Тимофійович Клішин (13 листопада 1904, село Подгорноє, тепер Староюр'євський район, Тамбовська область, Російська Федерація — ?) — радянський партійний діяч, секретар Запорізького обласного комітету КП(б)У.

## Біографія
Член ВКП(б). Перебував на відповідальній партійній роботі в місті Вологді.
З листопада 1941 по травень 1946 року — в Червоній армії, брав участь в німецько-радянській війні. Під час битви під Москвою в 1941 році був членом військової ради 39-ї армії Калінінського фронту. З червня 1944 року — начальник відділу агітації і пропаганди Політичного управління Північно-Західного фронту. У 1945 році служив начальником політичного відділу і заступником командира із політичної частини 24-ї гвардійської стрілецької дивізії 13-го гвардійського стрілецького корпусу 43-ї армії 2-го та 3-го Білоруського фронтів.
На 1947 — травень 1948 року — завідувач сектору Управління пропаганди і агітації ЦК КП(б)У.
У травні (затв.) 1948 — січні 1949 року — секретар Запорізького обласного комітету КП(б)У з пропаганди і агітації.
Подальша доля невідома. На 1985 рік — персональний пенсіонер.

## Звання
- полковий комісар
- гвардії полковник

## Нагороди
- орден Вітчизняної війни І ст. (14.05.1945)
- два ордени Вітчизняної війни ІІ ст. (3.06.1944, 6.04.1985)
- медаль «За взяття Кенігсберга» (1945)
- медаль «За перемогу над Німеччиною у Великій Вітчизняній війні 1941—1945 рр.» (1945)
- медаль «За трудову доблесть» (23.01.1948)
- медалі